# Uwe Christiansen
Uwe Christiansen (25 de Janeiro de 1920 - † 20 de Outubro de 2007) foi um comandante de U-Boot que serviu na Kriegsmarine durante a Segunda Guerra Mundial.